# Cadena de valor agrícola
El concepto de cadena de valor agrícola se ha utilizado desde el comienzo del milenio, principalmente por quienes trabajan en el desarrollo agrícola en los países en desarrollo. Aunque no existe una definición universalmente aceptada del término, normalmente se refiere a toda la gama de bienes y servicios necesarios para que un producto agrícola se mueva desde la finca hasta el cliente o consumidor final.

## Trasfondo

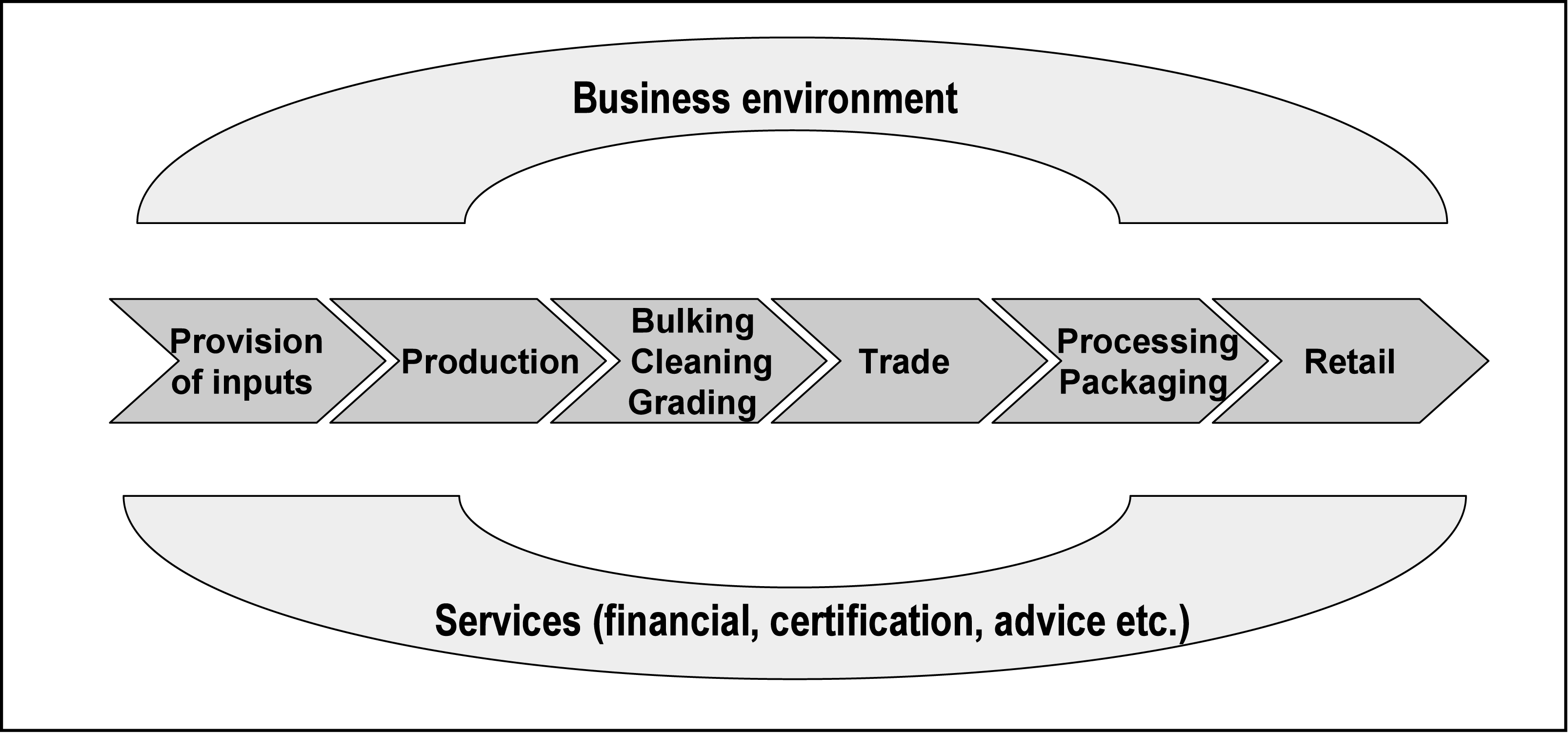
Representación de la cadena de valor

El término cadena de valor se popularizó por primera vez en un libro publicado en 1985 por Michael Porter, quien lo usó para ilustrar cómo las empresas podían lograr lo que él llamó “ventaja competitiva” agregando valor dentro de su organización. Posteriormente, el término se adoptó con fines de desarrollo agrícola y ahora se ha puesto de moda entre quienes trabajan en este campo, y un número cada vez mayor de organizaciones de ayuda bilaterales y multilaterales lo utilizan para orientar sus intervenciones de desarrollo.
En el corazón del concepto de cadena de valor agrícola está la idea de actores conectados a lo largo de una cadena que producen y entregan bienes a los consumidores a través de una secuencia de actividades. Sin embargo, esta cadena “vertical” no puede funcionar aisladamente y un aspecto importante del enfoque de la cadena de valor es que también considera los impactos “horizontales” en la cadena, como la provisión de insumos y financiamiento, el apoyo de extensión y el entorno propicio general. El enfoque ha resultado útil, especialmente por parte de los donantes, ya que ha dado lugar a una consideración de todos los factores que influyen en la capacidad de los agricultores para acceder a los mercados de forma rentable, lo que ha llevado a una gama más amplia de intervenciones en cadena. Se utiliza tanto para mejorar las cadenas existentes como para que los donantes identifiquen oportunidades de mercado para los pequeños agricultores.

## Definiciones
No existe una definición comúnmente acordada de lo que realmente se entiende por cadenas de valor agrícolas. De hecho, algunas agencias están usando el término sin tener una definición o definiciones viables y simplemente redefinieron las actividades en curso como trabajo de “cadena de valor” cuando el término se puso de moda. Definiciones publicadas incluyen el término ''cadena de valor'' del Banco Mundial que describe la gama completa de actividades de valor añadiendo requeridas para llevar un producto o servicio a través de las diferentes fases de producción, incluyendo la adquisición de materias primas y otras entradas’, la de ONUDI de actores conectados a lo largo de una cadena de producción, transformación y trayendo bienes y servicios a los consumidores finales a través de un conjunto secuenciado de actividades, y la del CIAT como una red estratégica entre un número de organizaciones empresariales.
Sin una definición universal, el término "cadena de valor" ahora se utiliza para referirse a una variedad de tipos de cadenas, que incluyen:
- Un mercado de productos básicos internacional o regional. Los ejemplos podrían incluir “la cadena de valor mundial del algodón”,[9] “la cadena de valor del maíz del sur de África” o “la cadena de valor del café brasileño”;
- Un mercado de productos básicos o un sistema de comercialización nacional o local, como “la cadena de valor del tomate de Ghana” o “la cadena de valor del tomate de Accra”;
- Una cadena de suministro, que puede cubrir ambos de los anteriores;
- Una cadena de suministro extendida o canal de marketing, que abarca todas las actividades necesarias para producir el producto, incluida la información / extensión, la planificación, el suministro de insumos y las finanzas. Probablemente sea el uso más común del término cadena de valor;
- Una cadena dedicada diseñada para satisfacer las necesidades de uno o un número limitado de compradores. Este uso, que posiblemente sea el más fiel al concepto de Porter, enfatiza que una cadena de valor está diseñada para capturar valor para todos los actores mediante la realización de actividades para satisfacer la demanda de los consumidores o de un minorista, procesador o empresa de servicios de alimentos en particular que abastece a esos consumidores. El énfasis se coloca firmemente en la demanda como fuente del valor.

## Metodologías de cadena de valor
Los donantes y otros que apoyan el desarrollo agrícola, como la FAO, el Banco Mundial, la GIZ, el DFID, la OIT, el IIED y la ONUDI, han elaborado una serie de documentos diseñados para ayudar a su personal y a otros a evaluar las cadenas de valor a fin de decidir las intervenciones más adecuadas. para actualizar las cadenas existentes o promover otras nuevas. Sin embargo, la aplicación del análisis de la cadena de valor está siendo interpretada de manera diferente por diferentes organizaciones, con posibles repercusiones en su impacto en el desarrollo. La proliferación de guías ha tenido lugar en un entorno en el que los elementos conceptuales y metodológicos clave del análisis y desarrollo de la cadena de valor aún están evolucionando. Muchas de estas guías incluyen no solo procedimientos detallados que requieren expertos para realizar el análisis, sino que también utilizan metodologías cuasiacadémicas detalladas. Una de esas metodologías consiste en comparar la misma cadena de valor a lo largo del tiempo (un estudio comparativo o de panel) para evaluar los cambios en las rentas, la gobernanza, la eficiencia sistémica y el marco institucional.

## Vincular a los agricultores con los mercados
Un subconjunto importante del trabajo de desarrollo de la cadena de valor se ocupa de las formas de vincular a los productores con las empresas y, por lo tanto, con las cadenas de valor. Si bien hay ejemplos de cadenas de valor totalmente integradas que no involucran a los pequeños agricultores (p. Ej. Unilever opera plantaciones de té e instalaciones de procesamiento de té en Kenia y luego mezcla y empaca el té en Europa antes de venderlo como marcas Lipton, Brooke Bond o PG Tips ), la gran mayoría de las cadenas de valor agrícolas involucran ventas a empresas de agricultores independientes. Estos acuerdos suelen implicar la agricultura por contrato en la que el agricultor se compromete a suministrar cantidades acordadas de un producto agrícola o ganadero, sobre la base de los estándares de calidad y los requisitos de entrega del comprador, a menudo a un precio que se establece de antemano. Las empresas a menudo también aceptan apoyar al agricultor a través del suministro de insumos, la preparación de la tierra, el asesoramiento de extensión y el transporte de los productos a sus instalaciones.

## Cadenas de valor inclusivas
El trabajo para promover los vínculos con el mercado en los países en desarrollo se basa a menudo en el concepto de "cadenas de valor inclusivas", que generalmente hace hincapié en identificar las posibles formas en que los pequeños agricultores pueden incorporarse a las cadenas de valor existentes o nuevas o pueden extraer mayor valor la cadena, ya sea aumentando la eficiencia o también llevando a cabo actividades a lo largo de la cadena. En las diversas publicaciones sobre el tema, la definición de “inclusión” suele ser imprecisa, ya que a menudo no está claro si el objetivo del desarrollo es incluir a todos los agricultores o solo a los que están en mejores condiciones de aprovechar las oportunidades. La literatura emergente en las últimas 2 décadas hace referencia cada vez más al valor del abastecimiento responsable o lo que se llama "cadenas de suministro sostenibles".

## Sostenibilidad en cadenas de valor agrícolas
El papel del sector privado en el logro de la sostenibilidad se ha reconocido cada vez más desde la publicación de Nuestro futuro común (Informe Brundtland) en 1987 por la Comisión Mundial sobre el Medio Ambiente y el Desarrollo. Más recientemente, el papel de las cadenas de valor se ha vuelto muy prominente y las empresas están emergiendo como el principal catalizador de la sostenibilidad. Kevin Dooley, científico jefe del Sustainability Consortium, afirma que estos mecanismos basados en el mercado son la forma más eficiente y eficaz de inducir la adopción de prácticas sostenibles. Aun así, existen preocupaciones sobre si las cadenas de valor están realmente impulsando la sostenibilidad o simplemente el lavado verde.
Estos conceptos también pueden expandirse o entenderse como dinámicas de poder. En la última década más o menos, han surgido formas híbridas de gobernanza en las que las empresas, la sociedad civil y los actores públicos interactúan, y estos enfoques de múltiples partes interesadas reclaman nuevos conceptos de legitimidad e incluso más probable sostenibilidad.
Estudiosos como Michael Schmidt (Dean y Presidente del Departamento de la Universidad de Brandenburg y Daniele Giovannucci (Presidente del Comité de Evaluación de la Sostenibilidad) esquema, basado en décadas de su investigación, que la evidencia está emergiendo en lo que hace un sostenible cadena de valor.
También hay pruebas de que las cadenas de valor mundiales que tienen un impacto en el medio ambiente y las sociedades a las que sirven, como los agricultores y los proveedores, pueden medirse de forma eficaz. El Banco Mundial también apoya la perspectiva de que las cadenas de valor mundiales pueden ser valiosas para el desarrollo sostenible y proporciona una serie de ejemplos y datos.

## Financiamiento de la cadena de valor agrícola
El financiamiento de la cadena de valor agrícola se ocupa de los flujos de fondos hacia y dentro de una cadena de valor para satisfacer las necesidades de financiamiento de los actores de la cadena, asegurar ventas, comprar insumos o producir, o mejorar la eficiencia. Examinar el potencial del financiamiento de la cadena de valor implica un enfoque holístico para analizar la cadena, quienes trabajan en ella y sus interrelaciones. Estos vínculos permiten que el financiamiento fluya a través de la cadena. Por ejemplo, se pueden proporcionar insumos a los agricultores y el costo se puede reembolsar directamente cuando se entrega el producto, sin necesidad de que los agricultores obtengan un préstamo de un banco o institución similar. Esto es común en los acuerdos de agricultura por contrato. Los tipos de financiación de la cadena de valor incluyen la financiación de productos a través del crédito de comerciantes y proveedores de insumos o crédito proporcionado por una empresa de marketing o una empresa líder. Otros instrumentos de financiamiento comercial incluyen financiamiento de cuentas por cobrar donde el banco adelanta fondos contra una cesión de cuentas por cobrar futuras del comprador, y factoring en el que una empresa vende sus cuentas por cobrar con descuento. También se incluyen en la financiación de la cadena de valor la garantía de activos, por ejemplo, sobre la base de los recibos de depósito, y la mitigación de riesgos, como la contratación a plazo, los futuros y los seguros.

## El uso de las TIC en las cadenas de valor
Las tecnologías de la información y la comunicación, o TIC, se han convertido en una herramienta importante para promover la eficiencia de la cadena de valor agrícola. Ha habido una rápida expansión en el uso de tecnologías móviles, en particular. El precio de los servicios de TIC está cayendo y las tecnologías se están volviendo más asequibles para muchos en los países en desarrollo. Las aplicaciones pueden ayudar a los agricultores directamente a través de mensajes SMS. Los ejemplos incluyen iCow, desarrollado en Kenia, que proporciona información sobre el período de gestación, sobre la inseminación artificial de las vacas y sobre cómo cuidarlas. Aplicaciones como M-Pesa pueden apoyar el acceso a los servicios de pago móvil para un gran porcentaje de personas sin bancos, facilitando así las transacciones en la cadena de valor. Se han desarrollado otras aplicaciones para promover la provisión de seguros de cosechas a través de distribuidores de insumos, por ejemplo.
Las TIC también se están utilizando para fortalecer la capacidad de los oficiales de extensión agrícola y el personal de campo de las ONG para llegar a los agricultores con información oportuna y precisa y, al mismo tiempo, ayudar a capturar datos de campo. El programa Community Knowledge Worker (CKW) de la Fundación Grameen es un ejemplo a pequeña escala. Los representantes de los agricultores están capacitados para usar aplicaciones de TIC en un teléfono inteligente para brindar información agrícola y apoyo de extensión. Otros esfuerzos incluyen Mobile Farmer de Lutheran World Relief y diversos esfuerzos financiados por la Fundación Bill y Melinda Gates en África. La mayor parte de la información sobre precios de mercado ahora se envía a los agricultores a través de SMS. Más adelante en la cadena, las tecnologías ofrecen posibilidades considerables para mejorar la trazabilidad, que es particularmente relevante a medida que la certificación adquiere mayor importancia. Cuando sea necesario, muchos exportadores ahora pueden rastrear los envíos hasta los agricultores individuales y tomar las medidas necesarias para abordar los problemas.  Por último, sistemas como eRails, promovidos por el Foro para la Investigación Agrícola en África, también están apoyando a los investigadores agrícolas mediante la recopilación y el análisis de datos y el acceso a publicaciones de investigación actualizadas.

## Entornos propicios
Como ocurre con todo el crecimiento agrícola, dos cosas parecen esenciales para el desarrollo exitoso de la cadena de valor: crear el entorno adecuado para la agricultura e invertir en bienes públicos rurales. Un entorno propicio implica paz y orden público, estabilidad macroeconómica, inflación bajo control, tipos de cambio basados en los fundamentos del mercado en lugar de la asignación de divisas por parte del gobierno, impuestos predecibles que se reinvierten en bienes públicos y derechos de propiedad. Existe una correlación positiva del crecimiento agrícola con la inversión en riego, infraestructura de transporte y otras tecnologías. Los gobiernos tienen la responsabilidad de proporcionar bienes y servicios esenciales, infraestructura, como caminos rurales e investigación y extensión agrícolas. El desarrollo de la cadena de valor a menudo se ve limitado por la corrupción, tanto a alto nivel como en los omnipresentes obstáculos que se encuentran en muchos países, particularmente en África. Muchas medidas para mejorar las cadenas de valor requieren la colaboración entre una amplia gama de ministerios diferentes, y esto puede ser difícil de lograr.